# Magellanska molnen

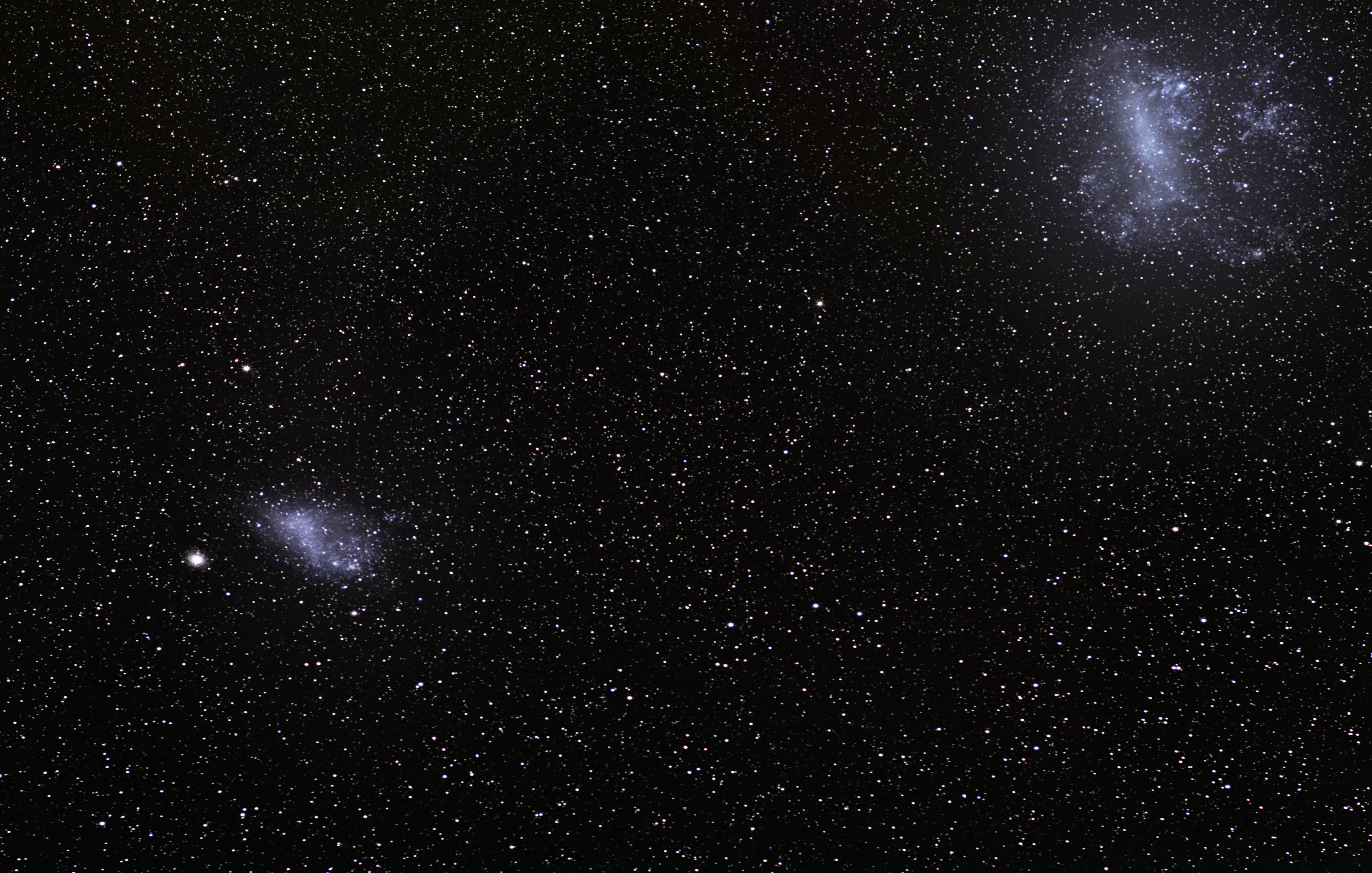
De magellanska molnen

Magellanska molnen är två satellitgalaxer till Vintergatan samt ett vätgasmoln. De är synliga på södra stjärnhimlen. De bär namnen Stora och Lilla magellanska molnet samt Magellanska strömmen. Namnet har de fått från sjöfararen Ferdinand Magellan.

## Stora magellanska molnet

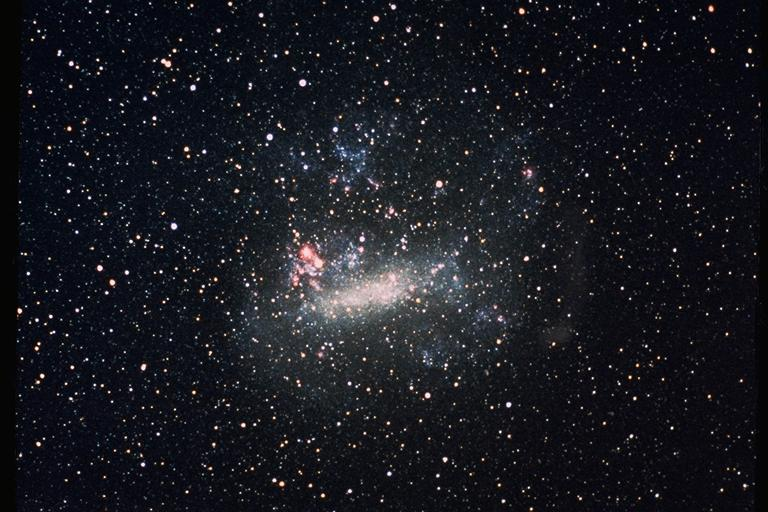
Stora magellanska molnet

Stora magellanska molnet är en dvärggalax i omloppsbana kring Vintergatan. Det befinner sig på ett avstånd av cirka 50 000 parsec (160 000 ljusår), har en diameter på ungefär 1/20 och cirka 1/10 av antalet stjärnor jämfört med vår galax. Även om formen är ganska oregelbunden har den spiralstruktur och den klassas idag ofta som en stavspiralgalax.
En teori säger att molnet tidigare var en stavspiralgalax som slets sönder av Vintergatans gravitation. Den har fortfarande en central stavstruktur, och är den fjärde största medlemmen av den lokala galaxhopen, efter Andromedagalaxen, Vintergatan och Triangelgalaxen, i den ordningen.
Den är synlig som ett svagt lysande objekt på södra stjärnhimlen, mellan stjärnbilderna Svärdfisken och Taffelberget. Den upptar cirka 10°x6° på himlen. Den är döpt efter Ferdinand Magellan, som observerade de båda magellanska molnen under sin världsomsegling. Han var dock inte den förste - redan omkring 964 omnämns den av astronomen 'Abd Al-Rahman Al Sufi i hans bok om fixstjärnor.

### Objekt i Stora magellanska molnet
Inom molnet finns Tarantelnebulosan, det mest aktiva stjärnbildningsområdet i den lokala galaxgruppen.
I galaxen finns också stjärnan HD 33579, en vit/gul hyperjätte som är en av mycket få kända stjärnor som befinner sig i området "Yellow Evolutionary Void" i Hertzsprung-Russell-diagrammet.

## Lilla magellanska molnet
Lilla magellanska molnet är en mindre galax, som ligger på avståndet 200 000 ljusår i stjärnbilden Tukanen. Galaxen är ungefär hälften så stor som Stora magellanska molnet.
Det lilla molnet är långsträckt i synlinjens riktning, och det är troligt att tidvattenkrafter åstadkommit de utdragna formerna vid närpassager.

## Magellanska strömmen
Magellanska strömmen kallas det vätgasmoln som sträcker sig från Vintergatan och sammanbinder de båda Magellanska molnen.